# Karel Sellner (inženýr)
Karel Sellner (* 22. května 1937) je český dopravní expert, bývalý náměstek ministra dopravy, docent vysoké školy a spisovatel, vnuk spisovatele Karla Sellnera.

## Univerzitní a vědecké hodnosti
- Ing. – Vysoká škola železniční Praha, 1960
- CSc. – Vysoká škola dopravní Žilina, 1973
- doc. – Univerzita Pardubice, 1998

## Profesní dráha
- 1960–1963 asistent na Vysoké škole železniční v Praze a Vysoké škole dopravní v Žilině
- 1963–1973 vývojový pracovník Ministerstva dopravy Československé republiky
- 1973–1997 hlavní inženýr a ředitel železničního odboru Ministerstva dopravy
- 1998–2001 náměstek ministra dopravy
- 2001–2006 poradce ministra a náměstka ministra dopravy
- 2005–2021 pracovník katedry managementu a ekonomiky podniku ÚTŘV a FVTM UJEP

## Pedagogická činnost
- 1960–1963 asistent na katedře lokomotivního hospodářství VŠŽ Praha a VŠD Žilina

- 1963–dosud externí přednášející strojírenských, provozních a ekonomických předmětů na Vysoké škole dopravní Žilina, Ostravské univerzitě, Univerzitě Pardubice a ČVUT
- Člen komisí SZZ na uvedených školách, na ČVUT a Univerzitě Pardubice a FVTM UJEP
- Člen Vědeckých rad na FSI UJEP a Dopravní fakultě ČVUT

## Odborná a společenská činnost
- Člen redakčních rad časopisů Doprava a Nová železniční technika
- Člen výboru společnosti Doprava ČVTS